# Brandon Williams (cestista 1975)
Brandon De'Mond Williams (Collinston, 27 febbraio 1975) è un ex cestista e dirigente sportivo statunitense, professionista nella NBA e in Europa.

## Statistiche

### College
| Anno      | Squadra           | PG  | PT | MP   | TC%  | 3P%  | TL%  | RP  | AP  | PRP | SP  | PP   |
| --------- | ----------------- | --- | -- | ---- | ---- | ---- | ---- | --- | --- | --- | --- | ---- |
| 1992-1993 | Davidson Wildcats | 28  | -  | -    | 42,5 | 36,1 | 61,3 | 3,5 | 0,7 | 0,7 | 0,5 | 6,7  |
| 1993-1994 | Davidson Wildcats | 30  | -  | 29,6 | 45,1 | 35,4 | 77,6 | 6,3 | 0,9 | 1,1 | 0,8 | 14,4 |
| 1994-1995 | Davidson Wildcats | 24  | -  | 31,8 | 39,7 | 29,6 | 77,1 | 5,2 | 1,1 | 1,0 | 0,9 | 14,2 |
| 1995-1996 | Davidson Wildcats | 30  | -  | 27,8 | 49,6 | 40,7 | 77,5 | 6,0 | 1,2 | 1,2 | 1,0 | 18,2 |
| Carriera  | Carriera          | 112 | -  | 29,6 | 44,9 | 35,4 | 75,1 | 5,3 | 1,0 | 1,0 | 0,8 | 13,4 |

### NBA

#### Regular Season
| Anno       | Squadra           | PG | PT | MP   | TC%  | 3P%  | TL%  | RP  | AP  | PRP | SP  | PP  |
| ---------- | ----------------- | -- | -- | ---- | ---- | ---- | ---- | --- | --- | --- | --- | --- |
| 1997-1998† | G.S. Warriors     | 9  | 2  | 15,6 | 32,0 | 33,3 | 50,0 | 1,7 | 0,3 | 0,7 | 0,3 | 4,1 |
| 1998-1999  | San Antonio Spurs | 3  | 0  | 1,3  | -    | -    | 50,0 | 0,3 | 0,0 | 0,0 | 0,0 | 0,7 |
| 2002-2003  | Atlanta Hawks     | 6  | 0  | 3,2  | 14,3 | 0,0  | -    | 0,3 | 0,0 | 0,3 | 0,0 | 0,3 |
| Carriera   | Carriera          | 18 | 2  | 9,1  | 29,8 | 30,0 | 50,0 | 1,0 | 0,2 | 0,4 | 0,2 | 2,3 |

## Palmarès
- Campione CBA (2005)
- All-CBA Second Team (2000)
- Miglior marcatore CBA (2000)